# محكمة النقض
محكمة النقض (في مصر وسورية وفي ابوظبي والمغرب) أو محكمة التمييز (في تونس والأردن ولبنان و دبي) أو محكمة التعقيب (في تونس) أو المحكمة العليا (في السودان وليبيا و الإمارات والسعودية) هي محكمة عليا ومهمتها ليس الفصل بين المتقاضين وليس محاكمة المتهمين كغيرها من المحاكم الأخرى كالمحكمة الجزائية والمحكمة الابتدائية ومحكمة الاستئناف وإنما مهمتها مراقبة هذه المحاكم إذا كان هناك خطأ في تطبيق القانون أو قصور في تسبيب الأحكام أو فسادا في الاستدلال وغيرها من الأخطاء التي قد تقع فيها هذه المحاكم وتصحيح تلك الأخطاء؛ أي أنها محكمة مراقبة وليست محكمة فصل وتقوم بمهمتها عن طريق الطعون المقدمة من المحامين (الدفاع) أو النيابة العامة (الادعاء).
وتُعَدّ محكمة النقض طبقة قائمة بذاتها أعلى من محاكم الدرجة الأولى والمحاكم الاستئنافية، وليس الهدف من إنشائها جعل التقاضي على ثلاث درجات، فالتقاضي على درجتين فقط، ولهذا تقوم محكمة النقض على رأس المحاكم العادية.
ويبدو هذا واضحاً من اختلاف وظيفة محكمة النقض عن المحكمة الاستئنافية؛ فالمحكمة الاستئنافية لا تبحث عن حكم أول درجة لتراقب صحته أو عدالته، وإنما تبحث القضية التي كانت أمام محكمة أول درجة، فهى تعيد بحث القضية من جديد، وعلى هذا الأساس فإن القضية - على الرغم من وجود درجتي تقاضي - هي القضية نفسها.
أما محكمة النقض فهى على النقيض من ذلك لأنها تراقب سلامة تطبيق الحكم محل الطعن للقانون، فالقضية التي أمام محكمة النقض هي عدالة هذا الحكم أو صحته. وهي قضية تختلف عن تلك التي كانت معروضة على محكمة أول درجة أو على المحكمة الاستئنافية، ولذلك لا تُعَدّ محكمة النقض درجة ثالثة لنظر القضية نفسها.
بالإضافة إلى ما سبق يقترن بتعدد المحاكم اختلاف ما يصدر عنها من أحكام حول تطبيق القواعد القانونية وتفسيرها، ولهذا فتحديد شروط ومفترضات ونطاق تطبيق القواعد القانونية وتفسير العبارات التي وردت فيها هي كلها من المسائل التي تقبل الاختلاف في شأنها، ومن ثم يؤدي السماح بتناقض الأحكام وتضاربها إلى اضطراب النظام القانوني بأكمله مما ينال من فعاليته في التطبيق، وإذا كان استقرار الحقوق والمراكز القانونية هو هدف القانون وغايته فإنه لا يمكن تحقيق ذلك في ظل اختلاف المحاكم وتضاربها حول تطبيق القواعد القانونية وتفسيرها

## المحامون المقبولون للمرافعة
يختصون بالمرافعة أمام هذه المحكمة المحامون المقيدون بجداول محكمة النقض دون غيرهم من المحامين وهم الذين يحركون هذه المحكمة لإبلاغها إلى هذا الخطأ في القانون أو القصور في تسبيب الأحكام أو الفساد في الاستدلال وفي بعض الحالات يكون ذلك واجبا على النيابة العامة في حالة الحكم علي المتهم بالإعدام وذلك لخطورة هذا الحكم فيكون على محكمة النقض أن تراقب هذا الحكم لتتأكد من سلامته أي أنها من يلفت محكمة النقض في هذه الحالة وأحيانا يكون جائزا للنيابة في حالة الحكم على المتهم بالبراءة.

## أقسامها
تتكون محكمة النقض من دوائر مختلفة حسب النظام القضائي لكل دولة وتختص بالطعون في القضايا سواء المدنية، جنائية، شرعية، تجارية، عمالية وغيرها من أقسام القضاء المختلفة.